# 魏希佐
魏希佐（1502年—？），字以道，山東濟南府歷城縣人，明朝政治人物。

## 生平
嘉靖十年（1531年）辛卯科山東鄉試第七十名舉人。嘉靖十四年（1535年）中式乙未科會試第一百八十五名，登第三甲第一百六十二名進士。任山西潞安府推官。

## 家族
曾祖魏聰；祖父魏鑑，引禮舍人；父魏武，母黃氏。具慶下。